# Noserius simplex
Noserius simplex är en skalbaggsart som först beskrevs av J. Linsley Gressitt och Yves Rondon 1970.  Noserius simplex ingår i släktet Noserius och familjen långhorningar.
Artens utbredningsområde är Laos. Inga underarter finns listade i Catalogue of Life.